# دفتر مبارزه با تروریسم و افراط‌گرایی خشونت‌آمیز
دفتر مبارزه با تروریسم و افراط‌گرایی خشونت‌آمیز (انگلیسی: Bureau of Counterterrorism and Countering Violent Extremism) ; (CT) یکی از ادارات وزارت امور خارجه ایالات متحده است. این اداره همه تلاش‌های حکومت فدرال ایالات متحده آمریکا برای ارتقای همکاری‌های ضد تروریسم با دولت‌های خارجی را هماهنگ کرده و در ارتقا، همکاری و اجرای سیاست‌های ضد تروریستی ایالات متحده آمریکا شرکت می‌کند.
در ماه ژوئن سال ۲۰۰۷، سفیر تام‌الاختیار دل دیلی به عنوان هماهنگ‌کننده مبارزه با تروریسم منصوب شد. در زمانی که کلینتون زمام امور خارجه را به عهده داشت، سفیر تام‌الاختیار دانیل بنجامین سمت هماهنگ‌کننده مبارزه با تروریسم در سالهای ۲۰۰۹ تا ۲۰۱۲ را به عهده داشت. پس از او تینا کایدانو از سال ۲۰۱۴ تا ۲۰۱۶ این سمت را به عهده داشت. جاستین سیبرل، سرپرست هماهنگ‌کننده کنونی کنونی مبارزه با تروریسم است.
این اداره که در ابتدا دفتر مبارزه با تروریسم نام داشت و بعد از آن اداره مبارزه با تروریسم نام گرفت، در سال ۲۰۱۶ گسترش پیدا کرده و مبارزه با افراط گرایی خشونت‌آمیز را نیز در وظایف خود گذاشت.

## اهداف
سیاست ایالات متحده در مبارزه با تروریسم چهار هدف اصلی دارد:
- ندادن امتیاز به تروریست‌ها و معامله نکردن با آنها؛
- آوردن تروریستها به پای میز محاکمه بخاطر جنایتهاشان؛
- ایزوله کردن کشورهایی که از تروریسم پشتیبانی می‌کنند و گذاشتن فشار بر روی آن‌ها تا مجبورشان سازد که رفتار خود را تغییر دهند؛ و
- تقویت کردن توانایی‌های ضد تروریستی کشورهایی که با ایالات متحده کار می‌کنند و نیاز به کمک دارند.

در رابطه با تروریسم بین‌المللی، دولت ایالات متحده هیچ گونه امتیاز خاصی برای افراد یا گروه‌هایی که شهروندان رسمی یا خصوصی ایالات متحده را به گروگان گرفته‌اند، نخواهد داد. ایالات متحده از هر منبع مناسب برای بازگشت امن شهروندان آمریکایی که در دست تروریستها هستند، استفاده می‌کنند. در عین حال، این سیاست دولت ایالات متحده است که نگذارد تروریستها باج بگیرند، امتیاز بگیرند یا تغییر سیاست دهند.

## تاریخچه
دفتر مبارزه با تروریسم در وزارت امور خارجه پس از حمله تروریستی المپیک مونیخ در سال ۱۹۷۲ ایجاد شد. نام و مجوز قانونی آن چند بار تغییر کرده‌است و در سال ۲۰۱۲ به دفتر مبارزه با تروریسم تغییر نام یافت.
لری جانسون در واکنش به پیشنهاد وزارت امور خارجه ایالات متحده آمریکا در سال ۲۰۰۴ مبنی بر حذف آمار تروریسم از گزارش خود به کنگره، اعلام کرد که وزارت امور خارجه برابر دستورالعمل ریاست جمهوری در سال ۱۹۸۶ مسئول هماهنگی فعالیت‌های ضد تروریسم در بین سازمان‌های دولتی بوده‌است. جانسون نوشت:
من اعتقاد دارم دلیل این که آمار در سال جاری دوباره به یک مسئله تبدیل شده‌است، این است که در حفظ موقعیت هماهنگ‌کننده مبارزه با تروریسم، که توسط رئیس‌جمهور مشخص شود ناکام مانده‌اند. این سمت تقریباً شش ماه است که خالی می‌باشد.
منطق عام حکم می‌کند که نقش وزارت امور خارجه در مبارزه با تروریسم ارسال یادداشت‌های سخت و خشک به تروریست‌ها است، این درک ناسازگار و نادرست است. نقش وزارت امور خارجه به عنوان رهبر هماهنگی تروریسم بین‌المللی در اواسط دهه ۱۹۸۰ در پی حملات ویرانگر بمب‌گذاری مقر تفنگداران دریایی آمریکا در بیروت خود را نشان داد.
یک دستورالعمل تصمیم‌گیری امنیت ملی که در اوایل سال ۱۹۸۶ توسط رئیس‌جمهور رونالد ریگان امضا شد، مسئولیت هماهنگ‌سازی سیاست تروریسم بین‌المللی را به دولت می‌دهد. این در پاسخ به یک مبارزه بین‌المللی بود که تلاش شد تروریست‌هایی که مسئول ربودن کشتی آکیله لائورو بودند، دستگیر شوند.

با درک نیاز به داشتن سلسله مراتب روشن فرماندهی، وزارت امور خارجه مسئول هماهنگی تلاش‌های سیا، وزارت دفاع و اف‌بی‌آی برای ردیابی و مقابله با تروریسم شد. اولین فردی که مسئولیت این تلاش را بر عهده گرفت، پل برمر بود.
وزارت امور خارجه در ژانویه ۲۰۱۲ مجدداً سازماندهی شد و دفتر پیشین هماهنگ‌کننده مبارزه با تروریسم را بعد از بررسی دیپلماسی و توسعه چهار ساله به اداره ارتقا داد.
در اوایل سال ۲۰۱۶، در واکنش به تهدید رو به رشد داعش، دولت اوباما اعلام کرد در برنامه‌های این اداره بازسازی انجام خواهد شد. در میان تغییرات برنامه‌ریزی شده، سازماندهی مجدد این اداره به اداره مبارزه با تروریسم و مبارزه با افراط گرایی خشونت‌آمیز می‌باشد.